# Озера Норвегії

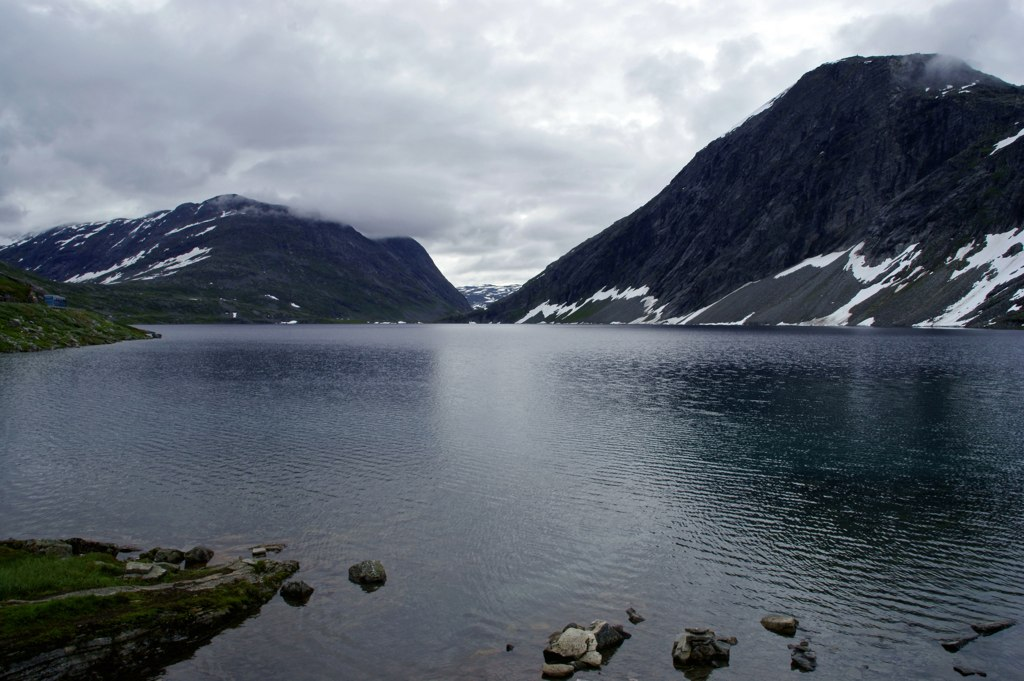
Озеро [] в комуні [] в фюльке []

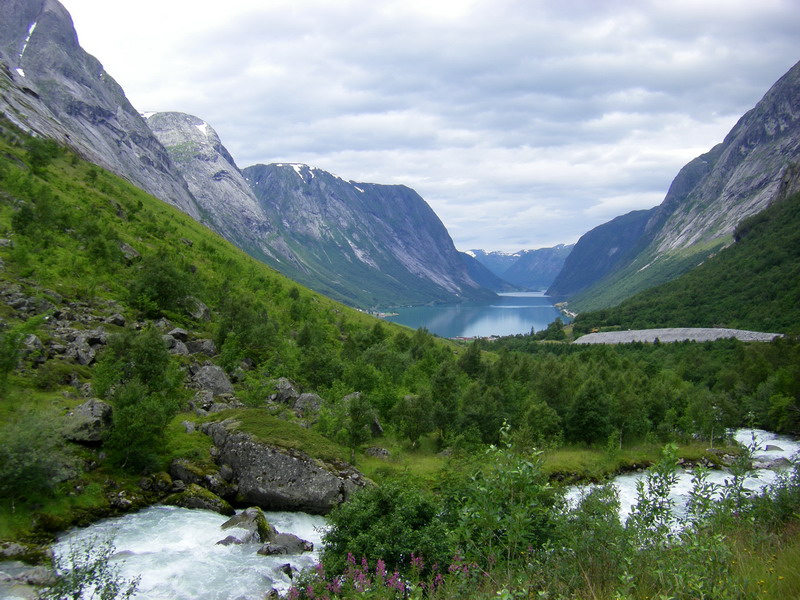
Вид на озеро [] в комуні [] в фюльке

У Норвегії налічують щонайменше 450 000 прісноводних озер. Більшість із них має льодовикове походження. 

## Типи озер

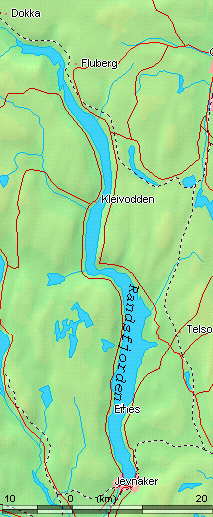
Вузька видовжена форма і льодовикове походження озера [] пояснюють, чому його називають фіордом, навіть якщо це не морська затока

Різні терміни норвезької та саамських мов визначають типи озер і часто вживаються в топонімах. Серед них: 
- Фіорд, або Фйорд (норв. Fjord). Хоча зазвичай фіордом називають вузьку морську затоку, на сході Норвегії довге вузьке прісноводне озеро також називають фіордом. Озеро Раннсфйорден (норв. Randsfjorden), відображене на фрагменті мапи зліва, є найбільшим прикладом такого типу озер.
- Ш'є (норв. Sjø). В перекладі з норвезької sjø — море, однак, ш'є — це також велике прісноводне озеро, яке не таке вузьке, як фіорд. Прикладом таких водойм є озеро Ванш'є (норв. Vansjø) в фюльке Вікен або озеро Селбуш'є (норв. Selbusjø) в фюльке Тренделаґ.
- М'єс (норв. Mjøs). Це великі озера. Серед них — найбільше озеро Норвегії Мйоса (норв. Mjøsa). Інший приклад — озеро Вангшм'єсе (норв. Vangsmjøse) в фюльке Іннланнет.
- Ватн, або Ванн (норв. Vatn, Vann). В переважній більшості це невеликі озера. Зазвичай ватн можна обійти за кілька годин. Так, озеро Согнсванн (норв. Sognsvann), що лежить на північ від Осло, має периметр 3,3 кілометрів. Однак, ватн може бути великим озером. Серед десяти найбільших озер Норвегії налічується три ватна: Рессватне (норв. Røssvatnet), Сносаватне (норв. Snåsavatnet) та Месватн (норв. Møsvatn).
- Т'єрн. Походить від давньоскандинавських слів tjarn, tjǫrn — невелике озеро, ставок. Також може зустрічатися в написанні як tjenn, tjørn, tärn і tjønn[1]. На українську мову термін т'єрн перекладається як карове озеро. Приклади таких озер: Уллерент'єрне (норв. Ullerentjernet), Евресетерт'єрн (норв. Øvresetertjern).
- Яврре (луле-саам. Jávrre), або Яврі (пд.-саам. Jávri)[2]. Озера, що в своїй назві містять такі запозичення з саамських мов, великі за розмірами. Приклади: озера Ієш'явре (норв. Iešjávri) та Гівдн'яяврі (норв. Geavdnjajávri) в фюльке Трумс-ог-Фіннмарк.

## Найбільші озера
У таблиці, що наведена нижче, вказано десять найбільших озер Норвегії за площею поверхні.
| № з/п. | Назва        | Фюльке               | Площа поверхні, км² |
| ------ | ------------ | -------------------- | ------------------- |
| 1      | Мйоса        | Іннланнет, Вікен     | 369,32              |
| 2      | Рессватне    | Нурланн              | 218,05              |
| 3      | Фемуннен     | Іннланнет, Тренделаґ | 203,40              |
| 4      | Раннсфйорден | Іннланнет            | 140,69              |
| 5      | Тюріфйорд    | Вікен                | 138,56              |
| 6      | Сносаватне   | Тренделаґ            | 122,11              |
| 7      | Туннш'єен    | Тренделаґ            | 100,46              |
| 8      | Лімінген     | Тренделаґ            | 92,21               |
| 9      | Месватн      | Вестфолл-ог-Телемарк | 79,10               |
| 10     | Еєрен        | Вікен                | 73,09               |

## Найглибші озера
У Норвегії розташоване найглибше озеро Європи — Горніндалсватнет. Окрім нього ще три озера, — Салватне, Тінншо та Мйоса, — входять у список найглибших озер світу, що мають максимальну глибину понад 400 м.
У таблиці, що наведена нижче, вказано десять найглибших озер Норвегії.
| № з/п. | Назва            | Фюльке               | Максимальна глибина, м |
| ------ | ---------------- | -------------------- | ---------------------- |
| 1      | Горніндалсватнет | Вестланн             | 514                    |
| 2      | Салватне         | Тренделаґ            | 464                    |
| 3      | Тінншо           | Вестфолл-ог-Телемарк | 460                    |
| 4      | Мйоса            | Іннланнет, Вікен     | 453                    |
| 5      | Фюресватнет      | Вестфолл-ог-Телемарк | 377                    |
| 6      | Сулдалсватне     | Ругаланн             | 376                    |
| 7      | Баннак           | Вестфолл-ог-Телемарк | 325                    |
| 8      | Лунневатн        | Агдер, Ругаланн      | 314                    |
| 9      | Сторш'єен        | Іннланнет            | 309                    |
| 10     | Тутак            | Вестфолл-ог-Телемарк | 306                    |

## Дивись також
- Географія Норвегії